# Atlides halesus

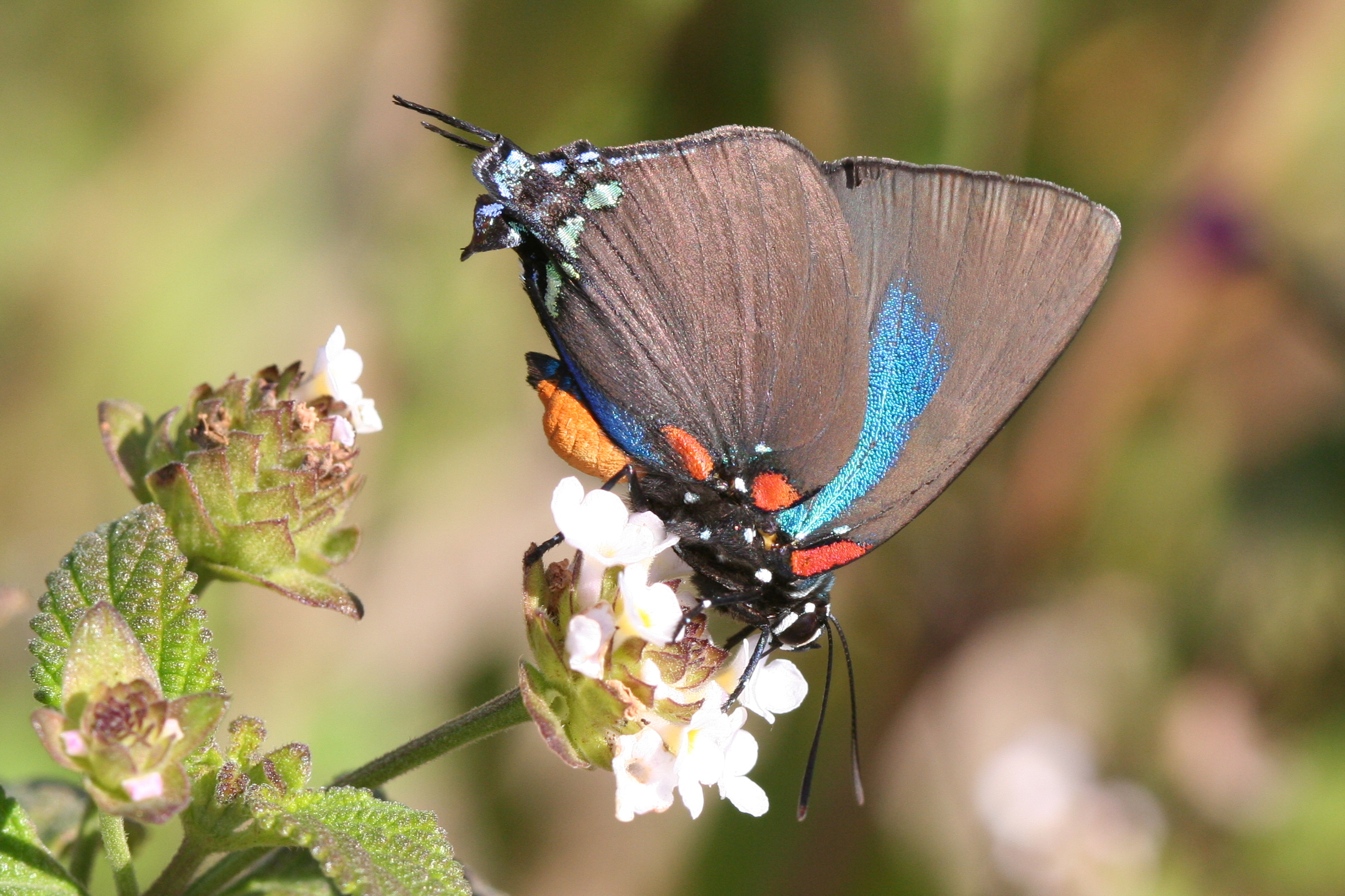
Flügelunterseite

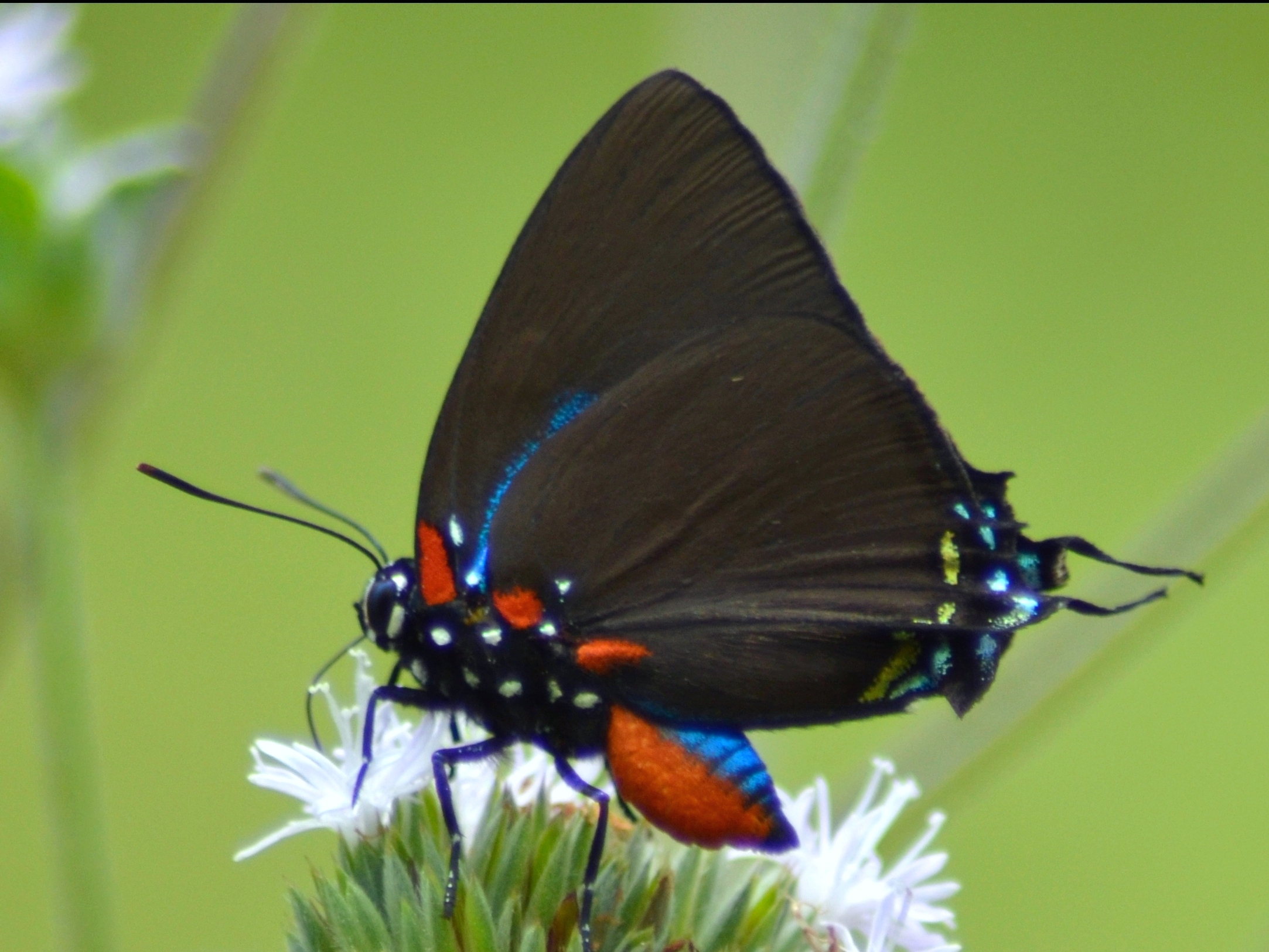
Flügelunterseite mit farblicher Zweiteilung des Hinterleibs

Atlides halesus ist ein Schmetterling (Tagfalter) aus der Familie der Bläulinge (Lycaenidae).

## Merkmale

### Falter
Die Flügelspannweite der Falter beträgt 32 bis 51 Millimeter.
Die Vorderflügel schillern auf der Oberseite abhängig vom Winkel des Lichteinfalls großflächig metallisch türkis, blau oder grün. Sie sind an den Rändern schwarz eingefasst. Im Mittelfeld befindet sich ein zuweilen undeutlicher dunkler Fleck. Die Oberseite der Hinterflügel entspricht farblich im Wesentlichen den Vorderflügeln. Sie zeigen jedoch einige kleine gelbliche Flecke sowie ein langes schmales und ein sehr kurzes Schwänzchen am Tornus. Auffälliges Merkmal auf der hellbraunen bis violettbraunen Vorderflügelunterseite ist ein langer bläulicher Streifen, der an der Flügelwurzel beginnt. In diesem Bereich sind auch einige rote Flecke zu erkennen. Die braune Hinterflügelunterseite ist in der Nähe der Schwänzchen mit mehreren kleinen gelblichen Flecken versehen. Arttypisch ist die farbliche Zweiteilung des Hinterleibs, der an der Oberseite blau und an der Unterseite orangerot ist.

### Ei, Raupe, Puppe
Das Ei hat eine flache Form, ist grauweiß gefärbt und zeigt eine dunkle, vertiefte Mikropyle.
Ausgewachsene Raupen haben einen abgeflachten, plumpen Körperbau, eine kräftige grüne Farbe und sind mit undeutlichen rötlichen Flecken und gelblichen und dunklen Linien sowie kurzen orangen Haaren versehen.
Die Puppe hat eine braune Farbe und ist mit einigen schwarzen Flecken marmoriert.

## Verbreitung und Vorkommen
Das Verbreitungsgebiet der Art befindet sich in Nord- und Mittelamerika und erstreckt sich südlich des 38. Breitengrades bis nach Mexiko und Costa Rica. Im Norden gibt es jedoch auch einige Vorkommen in den Küstengebieten von New York und Oregon. Atlides halesus kommt bevorzugt in waldreichen Gebieten vor.

## Lebensweise
Die Falter, die zur Nektaraufnahme gerne Blüten besuchen, fliegen in Florida, Südtexas und weiter südlich in fortlaufenden Generationen das ganze Jahr hindurch. In den weiter nördlich gelegenen Vorkommensgebieten fliegen die Falter in mehreren Generationen von März bis November. Dort überwintern die Puppen der letzten Generation am Fuße oder hinter der Borke von Bäumen, werden jedoch oftmals von Legimmen parasitiert. Die Raupen leben auf Bäumen an Sandelholzgewächsen (Santalaceae), insbesondere an Phoradendron flavescens, Phoradendron californicum, Phoradendron bolleanum und Phoradendron juniperinum. Jüngere Raupenstadien ernähren sich von der Epidermis, ältere fressen das gesamte Blatt.

## Unterarten
- Atlides halesus halesus  (Cramer, 1777)
- Atlides halesus corcorani Clench, 1942

## Belege